# Sčítání lidu, domů a bytů 1991 v Československu
Sčítání lidu, domů a bytů 1991 v Československu bylo celostátní sčítání lidu na území Československa.
Poslední československé sčítání lidu se uskutečnilo 3. března 1991. Způsobem provedení se neodlišovalo od sčítání předchozích, avšak rychle se měnící společensko politická situace po listopadu 1989 se odrazila v některých obsahových a metodických změnách.
Po čtyřicetileté absenci byl program sčítání rozšířen o otázku na náboženské vyznání sčítané osoby. Zvláště výrazná změna se týkala i klasifikace národností v návaznosti především na ústavní zákon č. 23/1991 Sb. – „Listinu základních práv a svobod“. Nebývale se také rozšířil počet národností, za které byly výsledky zpracovány. Mezi nimi byla také poprvé národnost moravská a slezská.

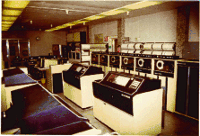
Pohled do sálu počítače Cyber 180 pro Sčítání lidu 1991

Oproti sčítání 1980 se změnily některé způsoby zjišťování a zpracování ekonomické aktivity a společenské skupiny. Nové bylo také rozdělení ekonomicky aktivních osob podle sektorů národního hospodářství na státní a soukromý.
Kromě toho, na základě mezinárodních doporučení přijatých Evropskou hospodářskou komisí OSN byla do sčítání znovu zařazena otázka na mateřský jazyk a na trvalé bydliště v době narození sčítané osoby ke zjištění dlouhodobé migrace obyvatel a rodáků.
Uvedené změny, které se promítly do zpracování výsledků sčítání, znamenaly nejen rozšíření mezinárodní srovnatelnosti, ale zejména umožnily zachytit počátek procesu hlubokých společenských a ekonomických změn v České republice.
Definitivní výsledky se centrálně zpracovávaly ve výpočetním středisku Federálního statistického úřadu opět na počítači Cyber 180. Na základě výsledků sčítání postupně vyšlo celkem 1 172 titulů (z toho za ČR 848). Kromě základních publikací a Statistického lexikonu obcí se jednalo o velké množství datových a analytických prací ze sčítání. Významné místo mezi vydanými publikacemi pak zaujímá Pramenné dílo.